# 임차주
임차주(林次周, 1918년 8월 5일 전북 순창 ~ 1996년 9월 18일)은 제3,4,6대 국회의원을 지낸 대한민국의 정치인이다.

## 약력
- 순창공립보통학교 졸업
- 충청북도 교원양성소 수료
- 고려대학교 경영대학원 졸업
- 자유당 순창군당 위원장
- 자유당 중앙위원
- 순창금융조합 조합장
- 전라북도 교육위원
- 민정당 중앙상무위원
- 민중당 중앙상무위원

## 역대 선거 결과
|  | 38.73% |

|  | 59.18% |

|  | 20.1% |

|  | 19.84% |